# 蔡铭熹
蔡铭熹（1928年8月—2000年4月28日），曾用名蔡一明，男，台湾嘉义人，中华人民共和国政治人物，曾任第七、八届全国政协委员。